# Nadja Hüpscher
Nadia Hüpscher, née le 23 mars 1972 à Nimègue, est une actrice et écrivaine néerlandaise.

## Filmographie

### Cinéma
- 1996 : Bastards & Bridesmaids (nl) d'Eddy Terstall[2]
- 1998 : Babylon d'Eddy Terstall[3]
- 1999 : Based on the Novel d'Eddy Terstall
- 1999 : De Boekverfilming (nl) d'Eddy Terstall[4]
- 2000 : Rent a Friend (nl) d'Eddy Terstall[5]
- 2001 : Costa! (nl) de Johan Nijenhuis : Joyce[6]
- 2001 : Expelled de Mijke de Jong
- 2004 : Simon d'Eddy Terstall[7]
- 2005 : Marriage de Bram Schouw : la fiancée[8]
- 2007 : Ernst, Bobbie en de geslepen Onix (nl) de Pieter Walther Boer[9]
- 2007 : Dennis P. (nl) de Pieter Kuijpers
- 2015 : Ja, ik wil! (nl) de Kees van Nieuwkerk[10]

### Téléfilms
- 1999 : Baantjer: De Cock en de moord uit instinct	: Tamara de Waal
- 2001 : De Acteurs	: Ellie
- 2002 : Trauma 24/7 (nl) : Masha Jacobs
- 2004 : De Afdeling (nl) : Eva
- 2007 : Wie is de Mol? (nl) : Rôle inconnu
- 2011-2013 : Levenslied (nl) : Madee Aipurri
- 2015 : 'Op Weg Naar Pakjesavond : Frederique
- 2016 : Mouna's Keuken (nl) : Babette
- 2016 : Goede tijden, slechte tijden : Elise Kill
- 2017 : Brussel : Marie
- 2017 : B.A.B.S. (nl) : Nini

## Théâtre
- 1998 : Bontepels
- 1999 : Verwarringen
- 2000 : De Naam
- 2001 : Het Verhoor
- 2002 : Wina Zingt
- 2003 : De Naam
- 2005 : Shakespeare Project
- 2007 : Bloedband
- 2010 : PIMP
- 2013 : Ouwe Pinda's

## Livre
- 2013 : In het wild: gesprekken van de straat